# Зелена река (Јута)
Зелена река (енгл. Green River) је река која протиче кроз САД. Дуга је 1.230 km. Протиче кроз америчке савезне државе Вајоминг, Колорадо и Јута. Улива се у Колорадо.